# Jo Delahaut
Jo Delahaut (Vottem, 22 juillet 1911 - Schaerbeek, 20 février 1992) est un artiste belge. Il est une des figures emblématiques de l'abstraction géométrique en Belgique. 

## Biographie
Formé à l'académie des beaux-arts de Liège, il est l'élève d'Auguste Mambour (1928-1934). Docteur en histoire de l'art de l'Université de Liège, il commence à peindre en 1940 des toiles expressionnistes. Influencé par le style du peintre Auguste Herbin, il construit des formes géométriques statiques dans lesquelles, dans un premier temps, la couleur des surfaces joue le rôle principal. Il devient en 1946-47, le seul peintre à aborder l'abstraction avec un radicalisme inconnu jusqu'alors. Au fil des années, son œuvre s'épure et on peut dire qu'elle équivaut aux ouvrages américains du « hard edge » et du « minimalisme ». 
Sociétaire du Salon des réalités nouvelles à Paris en 1946, membre de la Jeune Peinture belge à Bruxelles en 1947, aux côtés de Mig Quinet (1906-2001), Louis Van Lint (1909-1986), Gaston Bertrand (1910-1994), Marc Mendelson (1915-2013), Anne Bonnet (1908-1960), membre fondateur du groupe belge Art Abstrait en 1952, il est coauteur en 1954 du Manifeste spatialiste, avec Pol Bury (1922), entre autres.
Son abstraction géométrique était un moyen d'éveiller les mécanismes de l'activité intellectuelle, un métalangage adressé à l'esprit. Nourrissant l'ancestral rapport dialectique entre la forme et la couleur, il utilise la géométrie plane dans son travail car elle est, dit-il : « la plus représentative de l'homme (...). Elle ajoute à la clarté d'un exposé, elle est lisible, compréhensible intuitivement même par ceux qui en ignorent la théorie ».
Delahaut écrit énormément sur l'art parce qu'il n'y a dans sa pratique aucune habitude, aucune répétition. Le peintre est un poète usant du champ des couleurs pour dilater le temps et l'espace, coïncider avec ce sentiment d'infini qui est objet de la poésie. Son art est parlant par sa simplicité, sa sensibilité au dynamisme et à l'harmonie des couleurs et des formes.

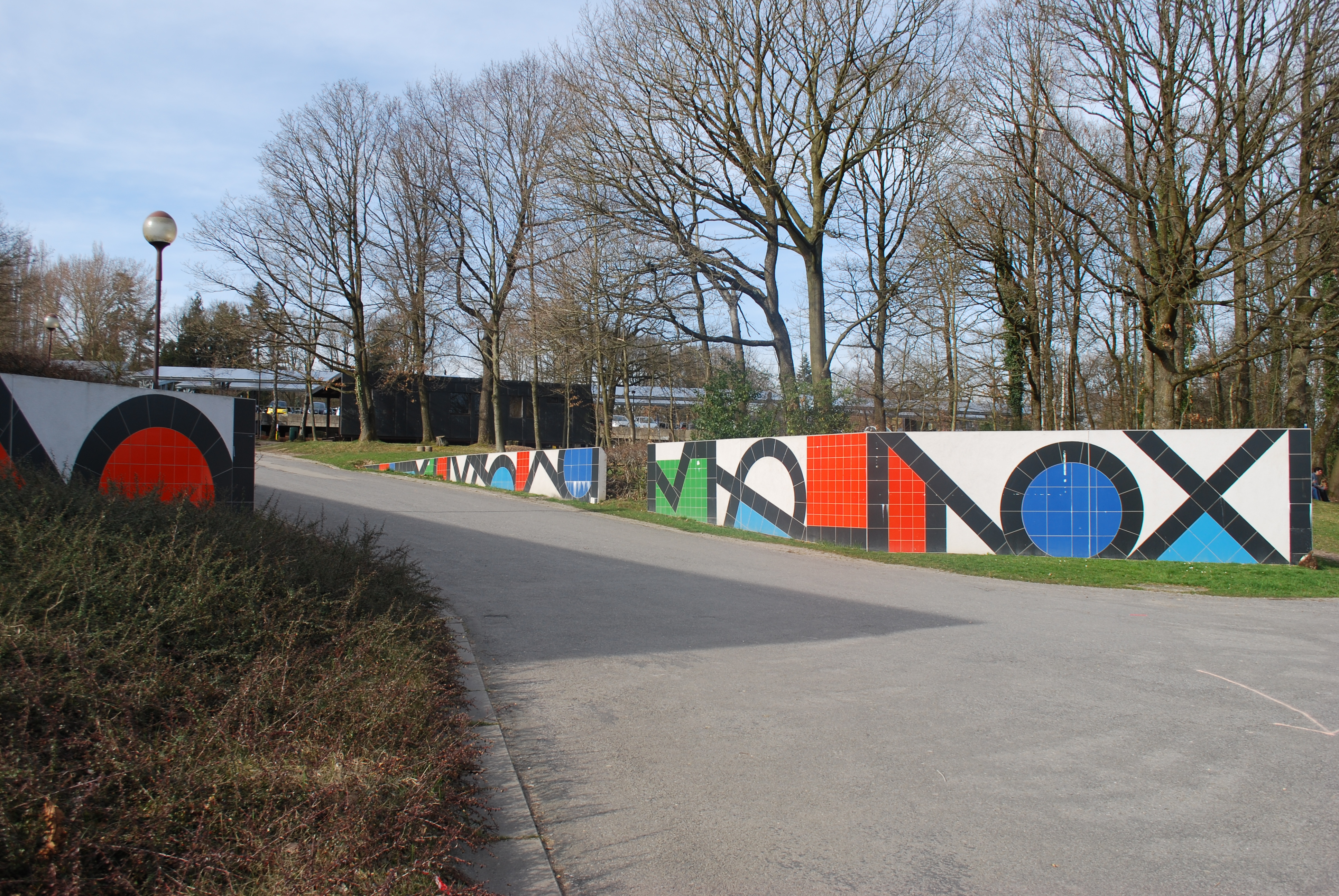
Esplanade (1987), œuvre de Jo Delahaut, Musée d'art contemporain en plein air du Sart Tilman (Université de Liège)

## Œuvres
- Lambris pour le Centre hospitalier universitaire de Liège, sérigraphie sur panneaux d'acier émaillé vitrifié, chaque panneau : h. 103, l. 200 cm, 1978-1985, collection du Musée d'art contemporain en plein air du Sart Tilman (Université de Liège).
- Esplanade (1987), au Musée d'art contemporain en plein air du Sart Tilman, université de Liège (œuvre restaurée en 2011).
- Décoration de la station Montgomery du métro de Bruxelles.
- Portfolio Jo Delahaut
- Symphonie n°2, 1986 - peinture huile sur toile (Université libre de Bruxelles - Archives, patrimoine, réserve précieuse)
- Lithographie (Université libre de Bruxelles - Archives, patrimoine, réserve précieuse)